# Il primo re
Il primo re è un film del 2019 diretto da Matteo Rovere.
Il film si è aggiudicato il premio David di Donatello per il migliore autore della fotografia, per il miglior produttore e per il miglior suono nell'edizione 2020 del premio.
Ambientata nel 753 a.C., anno di fondazione di Roma secondo la tradizione, la pellicola è una rivisitazione del mito di Romolo e Remo, interpretati rispettivamente da Alessio Lapice e Alessandro Borghi.

## Trama
Latium vetus, 753 a.C.: i due fratelli pastori Romolo e Remo vengono travolti da un'improvvisa e violenta esondazione del fiume Tevere, perdendo così tutti i capi di bestiame e finendo spiaggiati nel territorio della potente città di Alba Longa, i cui abitanti li prendono come schiavi. I due fratelli, ribellatisi ai loro carcerieri, liberano anche gli altri prigionieri latini e sabini e, avuta la meglio nella battaglia, riescono a fuggire per raggiungere il Tevere, prendendo in ostaggio, sotto richiesta di Romolo, la sacerdotessa della dea Vesta Satnei, portatrice del sacro fuoco, così da conservare il favore degli dei. Durante la fuga si manifesta un dissidio tra il capo latino Tefarie da una parte e Remo dall'altra, per l'insistenza di Remo a portare con sé il fratello Romolo, rimasto gravemente ferito nella ribellione. Remo uccide in duello Tefarie, diventando di fatto capo della neo-costituita tribù.
Dopo avere trascorso diverso tempo nella foresta, la tribù guidata da Remo tende un'imboscata vittoriosa a un gruppo di guerrieri del clan Testa di Lupo e raggiunge il loro pago, abitato ormai soltanto da vecchi, donne e bambini, di cui Remo si nomina re. Egli, nel corso di un sacrificio, chiede a Satnei un responso aruspicino per conoscere il proprio futuro. La sacerdotessa predice che uno dei due fratelli diventerà un grande re e fonderà un impero più grande di ogni immaginazione; per diventare tale, però, dovrà uccidere l'altro fratello. Remo e la sua tribù interpretano la divinazione vedendo in Romolo, indebolito dalla ferita, colui che dovrà morire per la grandezza del fratello.
Remo, rifiutandosi di accettare un tale ordine divino che gli impone di sacrificare il fratello, inveisce contro gli dei, spegne il sacro fuoco di Vesta, uccide il vecchio sacerdote del pago e lega Satnei nel mezzo della foresta, lasciandola preda inerme degli animali selvatici. Tornato nel villaggio gli dà fuoco, riducendo tutti gli abitanti a suoi schiavi. Ben presto Romolo, ormai completamente guarito, affronta il fratello che, resosi conto dei suoi eccessi, tenta invano di liberare Satnei, ormai morente dopo essere stata aggredita dagli animali. Satnei rivela a Remo che entrambi hanno svolto inconsapevolmente la loro parte nella profezia e che il fratricida designato ora è Romolo, in quanto risparmiato da suo fratello. Prima di spirare la sacerdotessa incita infine Remo a fuggire.
Romolo diviene il capo degli abitanti del pago poiché riesce a riaccendere il sacro fuoco e incarica una giovane del villaggio di sorvegliarlo perché rimanga sempre acceso, creando così la prima vestale. Remo e la sua tribù tentano di raggiungere il Tevere, ma vengono assaliti e decimati dalla cavalleria albana. Remo e pochi altri si salvano grazie all'intervento a loro difesa della tribù di Romolo.
Nonostante Romolo sia disponibile a riappacificarsi con il fratello, Remo rivendica per sé la sua tribù, ritenendoli suoi schiavi e, ormai isolato, minaccia di spegnere il sacro fuoco custodito dalla tribù di Romolo, superando la linea che il fratello aveva tracciato per terra intimandogli di non superarla. Tra i due incomincia quindi un combattimento mortale in cui Remo, consapevole di non avere più seguito nella tribù, decide di compiere l'estremo sacrificio, inducendo il fratello a ucciderlo per fare sì che la profezia si compia. In punto di morte Remo si riappacifica con il fratello, riconoscendolo come suo re e incoraggiandolo ad attraversare il fiume e a fondare là una città sicura.
Romolo e la sua tribù superano così il Tevere e allestiscono una pira per il fratello, come richiesto da quest'ultimo prima di morire. Romolo giura di costruire sulle sue ceneri la città più grande e potente che il mondo abbia mai visto, in grado di spodestare il dominio della spietata Alba Longa e di qualunque tiranno, e dove tutti i latini possano trovare casa senza distinzioni e pregiudizi, dando a questa città il nome di Roma.
Nei titoli di coda una mappa animata mostra l'espansione del territorio soggetto a Roma nel corso dei secoli, fino al suo culmine nel 117 sotto l'imperatore Traiano.

## Produzione
Il film è stato annunciato il 5 aprile 2017 da Rai Cinema, con Matteo Rovere alla regia. Nel giugno del 2017, Alessandro Borghi si è unito al cast nel ruolo del protagonista. Il 12 agosto, il ruolo di Borghi è stato confermato essere quello di Remo, mentre Alessio Lapice è entrato nel cast in quello di Romolo, seguito da Michael Schermi, Vincenzo Crea, Ludovico Succio e Tania Garibba. Il 17 agosto si sono aggiunti anche Massimiliano Rossi, Fabrizio Rongione e Vincenzo Pirrotta. Il budget stanziato per il film è stato di circa 8 milioni di euro.
In preparazione ai loro ruoli Borghi e Lapice si sono esercitati per mesi nel combattimento corpo a corpo con lance, spade, mazze chiodate, asce e a mani nude.
Le riprese principali sono cominciate l'8 settembre 2017 e si sono tenute nelle regioni Lazio e Umbria. Tra gli ambienti laziali utilizzati per le riprese vi sono stati il Bosco del Foglino e i comuni di Nettuno, Viterbo e Manziana. In Umbria, invece, le scene sono state girate nell'Oasi di Alviano, nel comune di Guardea. Originariamente previste per durare dieci settimane, le riprese si sono protratte per circa tredici settimane.
Il film è stato girato unicamente con l'utilizzo di luce naturale e in formato anamorfico da Daniele Ciprì e recitato interamente in un protolatino antecedente a quello arcaico, parzialmente ricreato grazie all'aiuto del professor Luca Alfieri, linguista e semiologo dell'Università degli Studi Guglielmo Marconi che vi ha ibridato ceppi di indo-europeo nei punti mancanti. Rovere ha motivato la scelta della lingua con la volontà di «calare lo spettatore nella realtà delle storie che propongo», paragonandola all'utilizzo del dialetto romagnolo in Veloce come il vento.
Archeologi, etruscologi e studiosi, tra cui Andrea Carandini e Donatella Gentili, sono stati fondamentali nel processo di ricostruzione scenografica degli insediamenti urbani precedenti alla fondazione di Roma.
Realizzato con il contributo della Direzione generale Cinema del MiBAC e della Regione Lazio, il film ha richiesto due anni per la produzione e un budget fra gli 8 e i 9 milioni di euro.
In modo simile al precedente film di Rovere Veloce come il vento il processo di post-produzione del film è durato quattordici mesi, coinvolgendo diversi professionisti da tutto il mondo. La produzione è quasi interamente opera di maestranze italiane, che hanno visto anche l'impiego di droni per le riprese aeree. A differenza del resto del film, la scena iniziale ha richiesto un intervento massiccio di effetti visivi.
Le scene d'azione sono state coordinate da Emiliano Novelli del Team EAStunt. Il regista ha dichiarato di voler dimostrare che «l'industria cinematografica italiana è capace di ottenere eccellenti risultati, in linea con i migliori standard internazionali, quanto a protesi, trucco, effetti speciali, combattimenti e costumi».

## Distribuzione
Il film, originariamente previsto per la fine del 2018, è stato distribuito nelle sale cinematografiche italiane da 01 Distribution a partire dal 31 gennaio 2019.
Il film ha incassato 2,1 milioni di euro nelle prime 3 settimane di programmazione.

## Critica
Il primo re è stato definito come un "film coraggioso" per il cast, le scene, il budget e la scelta del protolatino, che si colloca in un nuovo filone artistico sperimentale di una generazione di innovatori quarantenni.
La pellicola ricostruisce con realismo archeologico un mondo leggendario, che rappresenta il legame fraterno e il fratricidio di Romolo e Remo, il contrasto fra fato imposto dagli Dei da un lato e il libero arbitrio dall'altro, tra la religiosità di Romolo e la brutalità vendicatrice di Remo. Con dialoghi ridotti al minimo, il film si contraddistingue per la fotografia naturalistica di Ciprì e la saturazione della colonna musicale, creata da Farri.

## Riconoscimenti
- 2019 - Bobbio Film Festival
  - Premio Migliore Regia a Matteo Rovere
- 2019 - Ciak d'oro
  - Miglior fotografia a Daniele Ciprì[37]
- 2019 - Nastro d'argento
  - Miglior produttore a Groenlandia, Gapbusters e Rai Cinema
  - Migliore fotografia a Daniele Ciprì
  - Miglior sonoro in presa diretta a Angelo Bonanni
- 2020 - David di Donatello[38][39]
  - Miglior produttore a Andrea Paris e Matteo Rovere per Groenlandia con Rai Cinema - Roman Citizen - Gapbusters
  - Migliore autore della fotografia a Daniele Ciprì
  - Miglior suono a Angelo Bonanni (Presa diretta), Davide D’Onofrio (Microfonista), Mirko Perri (Montaggio), Mauro Eusepi (Creazione suoni) e Michele Mazzucco (Mix)
  - Candidatura per il miglior film
  - Candidatura per il miglior regista a Matteo Rovere
  - Candidatura per la migliore sceneggiatura originale a Filippo Gravino, Francesca Manieri, Matteo Rovere
  - Candidatura per il miglior attore protagonista a Alessandro Borghi
  - Candidatura per la migliore attrice non protagonista a Tania Garribba
  - Candidatura per il miglior musicista a Andrea Farri
  - Candidatura per il miglior scenografo a Tonino Zera
  - Candidatura per il miglior costumista a Valentina Taviani
  - Candidatura per il miglior truccatore a Roberto Pastore, Andrea Leanza, Valentina Visintin, Lorenzo Tamburini
  - Candidatura per il miglior acconciatore a Marzia Colomba
  - Candidatura per il miglior montatore a Granni Vezzosi
  - Candidatura per i migliori effetti speciali visivi a Francesco Grisi e Gaia Bussolati